# LTC de Munnik
LTC de Munnik is een tennisvereniging in de gemeente Leiderdorp met per januari 2018 circa 1100 leden. 
LTC de Munnik werd opgericht op 15 september 1937. De naam "de Munnik" verwijst naar de Munnikenpolder, waarin de tennisvereniging gelegen is. In 1942 sloot LTC de Munnik zich bij de KNLTB aan. In 1961 werd een nieuw clubhuis gebouwd en in de daaropvolgende jaren werd het aantal tennisbanen geleidelijk uitgebreid van 3 naar 12 banen.
In 2013 is het tennispark-en clubhuis volledig vernieuwd. Tot 2013 werd op gravel gespeeld, vanaf de nieuwbouw liggen er 12 ProVision all-weatherbanen (waarvan 8 verlicht) zodat zomer en winter getennist kan worden.
Op het tennispark ligt tevens een tennishal met 3 tapijtbanen, die beheerd wordt door een eigen stichting (STM).